# Østerbølle
Østerbølle er en landsby beliggende tre km nordvest for Aalestrup i Vesthimmerlands Kommune. Byen havde en station på Himmerlandsbanerne.
Ved Østerbølle er der udgravet ruiner fra jernalderen.